# UAV civil

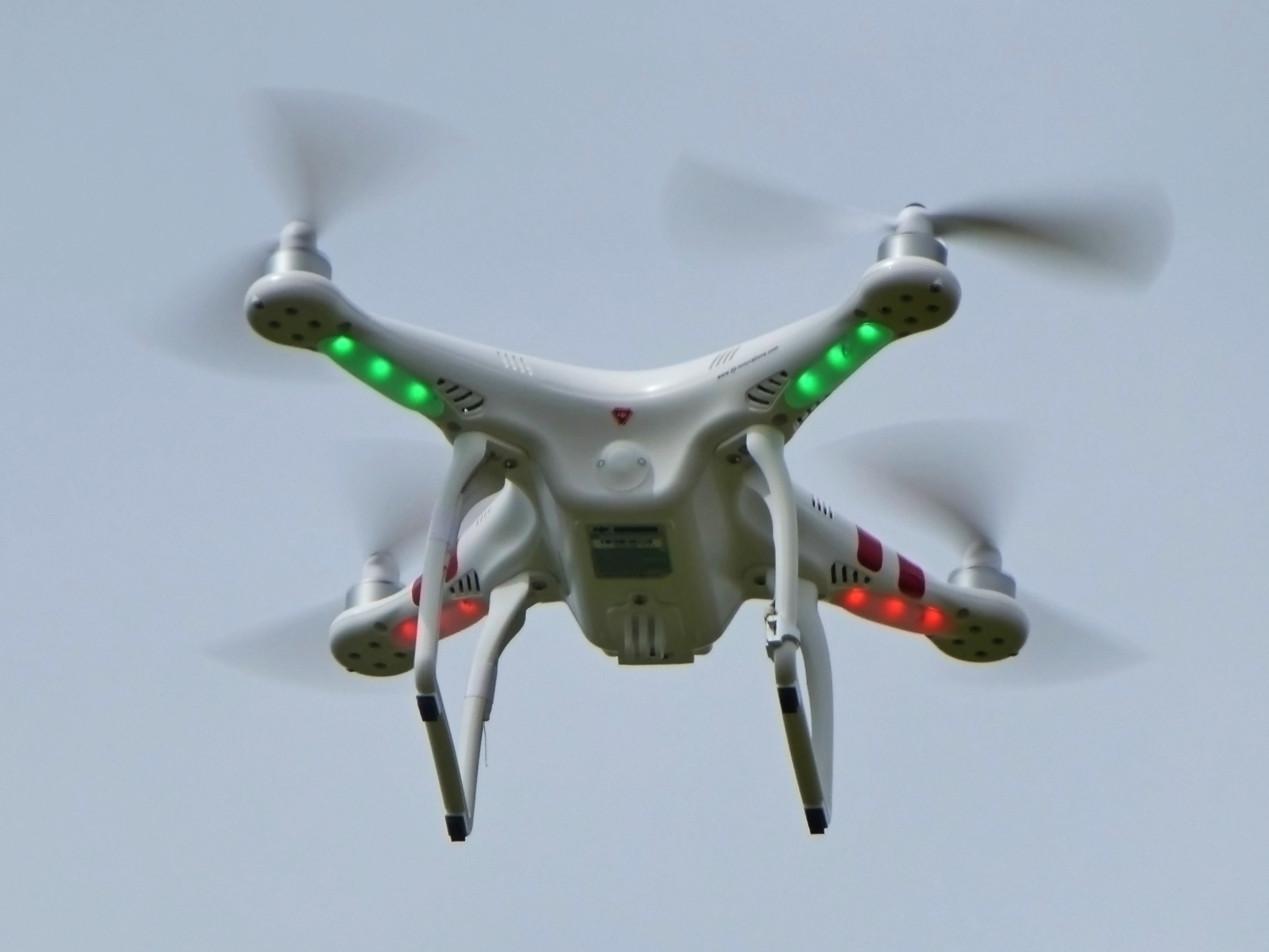
Un DJI Phantom, UAV para uso comercial y fotografía aérea recreativa.

Un UAV civil es un vehículo aéreo no tripulado (Unmanned Aerial Vehicle, UAV), dron o avión no tripulado de uso civil. Su nacimiento y posterior desarrollo se debe a las necesidades militares que imperaron durante la Segunda Guerra Mundial y la posterior Guerra Fría. Un pequeño avión capaz de cruzar las líneas enemigas, tomar información e incluso alcanzar pequeños objetivos sin arriesgar la vida de ningún soldado. Pronto se convirtió en un objeto de deseo para cualquier ejército moderno. En la actualidad varias empresas civiles trabajan para transformar este artilugio militar en una herramienta útil para la sociedad civil.

## Historia
Con la llegada de la Segunda Guerra Mundial fueron muchos los inventos que se desarrollaron a contrarreloj con la única motivación de ganar una guerra. Una de las industrias que mayor velocidad de desarrollo alcanzó fue la industria aeronáutica. Pasamos de los «artilugios» voladores de la primera guerra europea a los primeros motores a reacción. La prosperidad industrial que trajo la guerra hizo avanzar a la industria aeronáutica en su diseño de aerodinámico, el empleo de nuevos materiales. Tal fue el desarrollo de la época que EE.UU. pasó en 1941 de una industria aeronáutica compuesta por 190 000 trabajadores a 450 000. Los primeros UAV se usaban durante la guerra únicamente con el fin de adiestrar a las baterías antiaéreas y no fue hasta finales del siglo XX cuando las primeras unidades fueron gobernadas por radiocontrol lo que amplió significativamente la utilidad de estos pequeños aviones.

## Origen de losUAV
La caída del muro de Berlín en 1989 dio por finalizada la llamada Guerra Fría entre EE.UU. y la antigua URSS abriéndose nuevos horizontes para la industria civil. A todas aquellas tecnologías desarrolladas por la industria bélica se les fue buscando aplicaciones civiles que redundaran en beneficio de la sociedad. Sirvan como ejemplos algunos elementos, más o menos cotidianos, que deben su origen a las extraordinarias circunstancias de una guerra: nuestros actuales microondas, cuyo origen está en el radar, las comidas en lata, el detergente en polvo, los bolígrafos o la energía nuclear.
Los UAV han seguido a lo largo de los años el mismo camino. Tras las primeras versiones por radiocontrol, en 1995 entraba de lleno en las filas militares una nueva herramienta fabricada por General Atomics, el MQ-Predator. No solo era un avión autónomo, podía memorizar rutas y objetivos sin necesidad de radio control, además era un completo sistema de armas que le valió el respeto militar y le ha hecho protagonista en prácticamente todos los conflictos desde 1995 hasta la actualidad. El éxito del proyecto hizo que se desarrollaran diversas variantes hasta conseguir un UAV totalmente diseñado para el combate, se trata del MQ-9 Reaper. Con más de 20 metros de envergadura es capaz de alojar una carga 15 veces superior triplicando la velocidad operativa de su antecesor.

## Vocación civil de losUAV
Tras su bautismo de fuego, muchos vieron en esta nueva tecnología una herramienta fundamental para una sociedad civil lejos de los campos de batalla. Las aplicaciones de estos UAV civiles o drones son cada vez mayores. Desde la prevención de los incendios forestales que devastan los bosques de medio mundo, la vigilancia de fronteras, el control de grandes infraestructuras industriales como los oleoductos o labores de vigilancia y control en aquellas zonas catastróficas en las que una avión convencional pondría en riesgo las vidas de sus tripulantes (desastres químicos o nucleares). A esta versatilidad se une un coste económico mucho menor por operación del que en la actualidad tienen los sistemas más tradicionales (aviones y helicópteros convencionales). Pero como ocurre en tiempos de paz el desarrollo de la industria civil ha de enfrentarse primero con las trabas burocráticas para poder desarrollarse. En Europa la compañía española Flightech Systems ha sido la pionera obteniendo los primeros Certificados de Aeronavegabilidad Experimental otorgados en Europa por AESA. Otras compañías civiles están siguiendo el mismo camino en busca de la certificación definitiva que permita operar los UAV civiles.

## FT-ALTEA

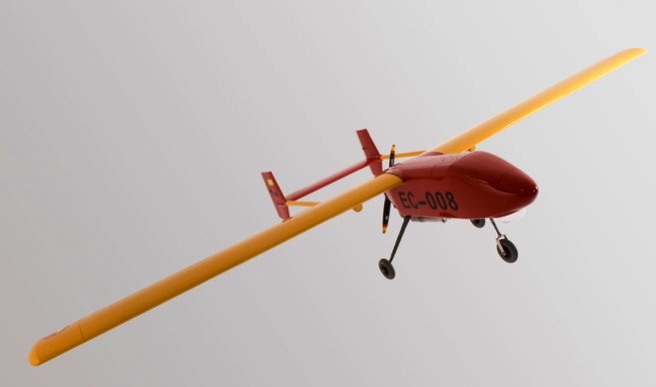
UAV FT-Altea.

Tras los primeros drones militares con el Predator MQ-1 a la cabeza se abría el camino para desarrollar los UAV civiles. Tras varios intentos, en el año 2010 una pequeña compañía española, Flightech Systems, logra obtener el primer Certificado de Aeronavegabilidad Experimental de Europa para su UAV, el FT-ALTEA. Con 6 metros de envergadura y un peso máximo al despegue de 80 kg. Este pequeño UAV está equipado con numerosos sensores, cámaras térmicas y de HD. Su sistema de navegación es autónomo y le permite tanto una operativa de vuelo eficaz de día y de noche como un despegue y aterrizaje totalmente automáticos.